# Poradnik Uśmiechu OST
Poradnik Uśmiechu OST – soundtrack z serialu internetowego Poradnik Uśmiechu autorstwa Wiktora Striboga.

## Lista utworów
Za produkcję wszystkich utworów odpowiada Wiktor Stribog.
| Nr  | Tytuł utworu             | Długość |
| --- | ------------------------ | ------- |
| 1.  | „Czas Pracy”             | 4:48    |
| 2.  | „Ballada W Rytmie Dżins” | 3:24    |
| 3.  | „Słoneczna Ziemia”       | 4:12    |
| 4.  | „Zmartwienia”            | 5:21    |
| 5.  | „Na Złej Drodze”         | 5:02    |
| 6.  | „Nowe Przebudzenie”      | 7:09    |
| 7.  | „Konfrontacja”           | 4:03    |
| 8.  | „Zimna Noc”              | 1:42    |
| 9.  | „To Tylko Taka Gra”      | 4:20    |
| 10. | „Spóźniona Poczta”       | 4:32    |
| 11. | „Czas Pożegnań”          | 1:46    |
| 12. | „Przychodnia”            | 1:38    |
|     |                          | 47:57   |

## Historia wydania
| Kraj   | Data            | Format                      | Wytwórnia       |
| ------ | --------------- | --------------------------- | --------------- |
| Świat  | 6 stycznia 2019 | Digital download, streaming | –               |
| Polska | 7 czerwca 2019  | LP                          | Pan tu nie stał |